# Яйцо кокот
Яйцо кокот (фр. œufs cocotte) — блюдо, в котором яйца запекают в плоскодонной посуде. Считается простым блюдом, рецепт которого можно легко изменять, добавляя ингредиенты. Альтернативный способ приготовления — разбить яйца в отдельные рамекины и готовить их на водяной бане.

## Описание
Яйцо кокот — блюдо, в котором яйца запекаются в посуде с плоским дном. Они отличаются от яичного блюда, приготавливаемого в рамекине на водяной бане. Яйца кокот можно подавать на завтрак или полдник. Как правило, они просто запекаются с маслом, пока белки не осядут и желтки не загустеют, и, обычно, подаются на блюде, на котором они готовились.
Вариации рецепта включают в себя добавление сухарей или сыра поверх яйца для создания корочки. Возможна подача с гарниром из трав, например, с эстрагоном. Добавление белковых продуктов в блюдо (рыба) было предложено поварами для приготовления блюда в достаточном количестве, чтобы оно подошло в качестве обеда. Другой обеденный вариант, предложенный Министерством сельского хозяйства США в 1920-е годы, это разбить яйца в предварительно приготовленный рис.